# Gabriel Anton

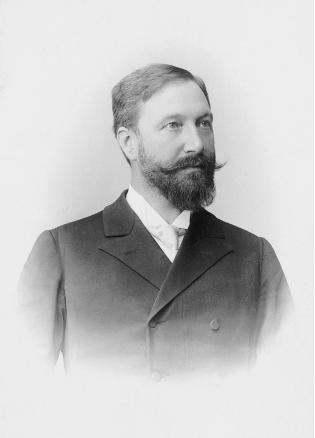
Gabriel Anton.

Gabriel Anton (Žatec, 28 juli 1858 - Halle, 3 januari 1933) was een Oostenrijks neuroloog en psychiater. Hij geniet vooral bekendheid om zijn onderzoek naar psychiatrische aandoeningen als gevolg van schade aan de hersenschors en de basale ganglia.

## Levensloop
Anton werd geboren in Žatec in de Tsjechische regio Bohemen. In 1882 ontving hij in Praag zijn doctoraat. In 1887 vertrok hij naar Wenen om samen te werken met Theodor Meynert, wie Anton als een grote invloed op zijn medische carrière beschouwde. In 1891 verhuisde hij naar Innsbruck, waar hij professor in de psychiatrie en directeur van de universitaire kliniek was. In 1894 werkte hij op dezelfde disciplines in Graz en in 1905 volgde hij Carl Wernicke op als hoofd van een kliniek in Halle.
Anton geniet bekendheid om zijn bijdragen op het gebied van de neurochirurgie. In samenwerking met de chirurgen Friedrich Gustav von Bramann] en Viktor Schmieden stelde hij nieuwe procedures voor de behandeling van hydrocefalus voor. Dit omvatte de Balkenstich en de suboccipitaalpunctie.
Naar hem en Joseph Babinski is ook het syndroom van Anton-Babinski vernoemd. Anton gaf een gedetailleerde beschrijving en verklaring van visuele anosognosie en asomatognosie geassocieerd met deze aandoening. Anosognosie is een zeldzaam fenomeen waarbij de patiënt ontkent ziek of gehandicapt te zijn. Asomatognosie is het onvermogen om delen van het lichaam te herkennen.
Samen met Paul Ferdinand Schilder onderzocht Anton de bewegingen van patiënten die lijden aan chorea en athetose.

## Publicaties (selectie)
- Störungen im Oberflächenwachstum des menschlichen Grosshirns, Zeitschrift für Heilkunde, Praag 1888.
- Hydrocephalus und Gehirndruck. Medizinische Jahrbücher, Wenen 1889.
- Über den Ausdruck der Gemütsbewegung beim gesunden und kranken Menschen, Psych Wschr, 1900; 2: p. 165–169. (syndroom van Anton–Babinski)
- Vier Vorträge über Entwicklungsstörungen beim Kinde, Berlijn 1908.
- Über krankhafte moralische Abartung im Kindesalter und über den Heilwert der Affekte, met Fritz Gustav Bramann, Halle 1910.
- Behandlung der angeborenen und erworbenen Gehirnkrankheiten mit Hilfe des Balkenstiches, met Fritz Gustav Bramann, Berlijn 1913.

- Bibsys: 8027671
- Gemeinsame Normdatei: 116312963
- International Standard Name Identifier: 0000 0000 5535 3066
- Library of Congress Control Number: n96089449
- Nationale Bibliotheek van Tsjechië: nlk20000078601
- Nationale Bibliotheek van Israël: 987007281404605171
- Nationale en Universitaire bibliotheek Zagreb: 000089201
- Nederlandse Thesaurus van Auteursnamen: 081750609
- Système universitaire de documentation: 132527081
- Virtual International Authority File: 57363517
- WorldCat: E39PBJxmKbM8xbHKrYDXQQMVmd